# Willem Johannes Giel
Willem Johannes Giel (Amsterdam, 22 mei 1859 – Den Haag, 9 mei 1945) was evenals zijn oudere broer, Peter Giel, een generaal in het Nederlandse leger.  

## Loopbaan
Reeds op vijftienjarige leeftijd wordt Willem Giel aangesteld als kanonnier-leerling te Schoonhoven en maakt al gauw carrière binnen de krijgsmacht. Vanaf 1881 is hij in Nederlands-Indië gestationeerd, waar hij onder andere als inspecteur der draagbare wapens belast is met invoering en ontwikkeling van nieuwe wapenen. Hieronder viel de zogenaamde 'klewang', een korte kromme sabel, met een breed lemmet en een bloedgeul. Tevens is hij actief betrokken bij de ongeregeldheden te Atjeh en Atjeh Tamiang. Willem Giel was tevens lid van het Hoog Militair Gerechtshof en lid van de eindexamen-commissie van de Koninklijke Militaire Academie te Breda.
Op 80-jarige leeftijd werd hij door oud-vicepresident van de Raad van Indië, Henri Nicolas Alfred Swart, bevorderd tot generaal-majoor titulair, terwijl hij reeds eerder was opgenomen in de Orde van de Nederlandse Leeuw.
Willem Giel was gehuwd met Anna Sophia Louiza Margaretha Weiffenbach (1864-1923) en had vier kinderen, onder wie Willem Henri Frederik Giel (1884-1923).